# Greabăn
Greabăn – wieś w Rumunii, w okręgu Ardżesz, w gminie Uda. W 2011 roku liczyła 48 mieszkańców.